# Comunidade do Escutismo Lusófono
A Comunidade Escutista Lusófona (CEL), fundada em 1995, é constituida pelas associações escutistas de língua oficial portuguesa.São objectivos desta comunidade, a criação de um espaço e de ocasiões de diálogo intercontinental, no âmbito do escutismo.
São membros desta:
- AEA - Associação de Escuteiros de Angola
- AECV - Associação dos Escuteiros de Cabo Verde
- AEP - Associação de Escoteiros de Portugal
- AESTP - Associação de Escuteiros de São Tomé e Príncipe
- CNE - Corpo Nacional de Escutas - Escutismo Católico Português
- CNE - Corpo Nacional de Escutas de Guiné-Bissau
- LEMO - Liga dos Escuteiros de Moçambique
- UEB - União dos Escoteiros do Brasil
- UNE-TL - União Nacional dos Escuteiros de Timor Leste